# Peterbald
Le peterbald est une race de chat originaire de Russie. Ce chat est caractérisé par sa robe sans poils.

## Origines
Cette jeune race a été créée en 1994, à Saint-Pétersbourg. Elle est le fruit d'un croisement expérimental entre un donskoy (ou sphinx du Don) et une femelle oriental à poil court. Le gène responsable de l'absence de poils chez le sphynx du Don étant dominant, il s'allia au physique typique de l'Oriental.
Des deux premières portées naquirent quatre chatons : Mandarin iz Murino, Muscat iz Murino, Nejenka iz Murino et Nocturne iz Murinoqui. Ce sont les premiers représentants de la race.
La race est reconnue en 1996 par la Fédération féline russe. À cette date là, on établit également le standard. Un an plus tard, c'est The International Cat Association (TICA) qui reconnaît la race, puis en 2003, la World Cat Federation.
Depuis, les éleveurs se consacrent à garder l'aspect typique des chats orientaux et siamois.

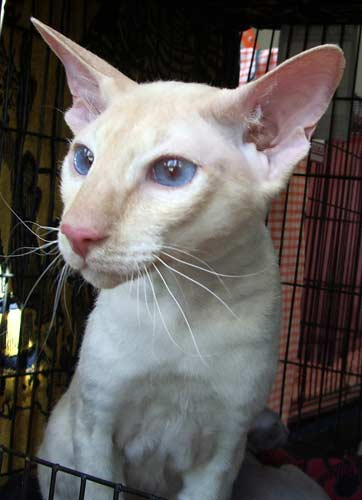

## Standards
Le peterbald a le physique de l'Oriental, c'est-à-dire un corps long, une tête triangulaire aux pommettes bien saillantes, de grandes oreilles et des yeux en amandes (le bleu et le vert sont autorisés). Les pattes sont longues et fines, les pieds ovales aux doigts allongés.
Il existe 3 variétés reconnues par le championnat :
- Les nus qui ont la peau glabre et élastique (le toucher ferait un peu penser à du silicone).
- Les velours qui ont la peau recouverte d'un petit duvet (le toucher ferait penser à de la chamoisine ou du velours ras). Les extrémités (pattes, nez, oreilles, queue, testicules...) sont souvent un petit peu plus fournies.
- Les brush ont la peau recouverte d'un poil court, bouclé et dur, parfois épars sur le corps.

Les robes traditionnelles et colourpoint sont acceptées dans toutes les couleurs.
Les moustaches ne sont pas toujours présentes, mais s'il y en a, elles sont frisées.

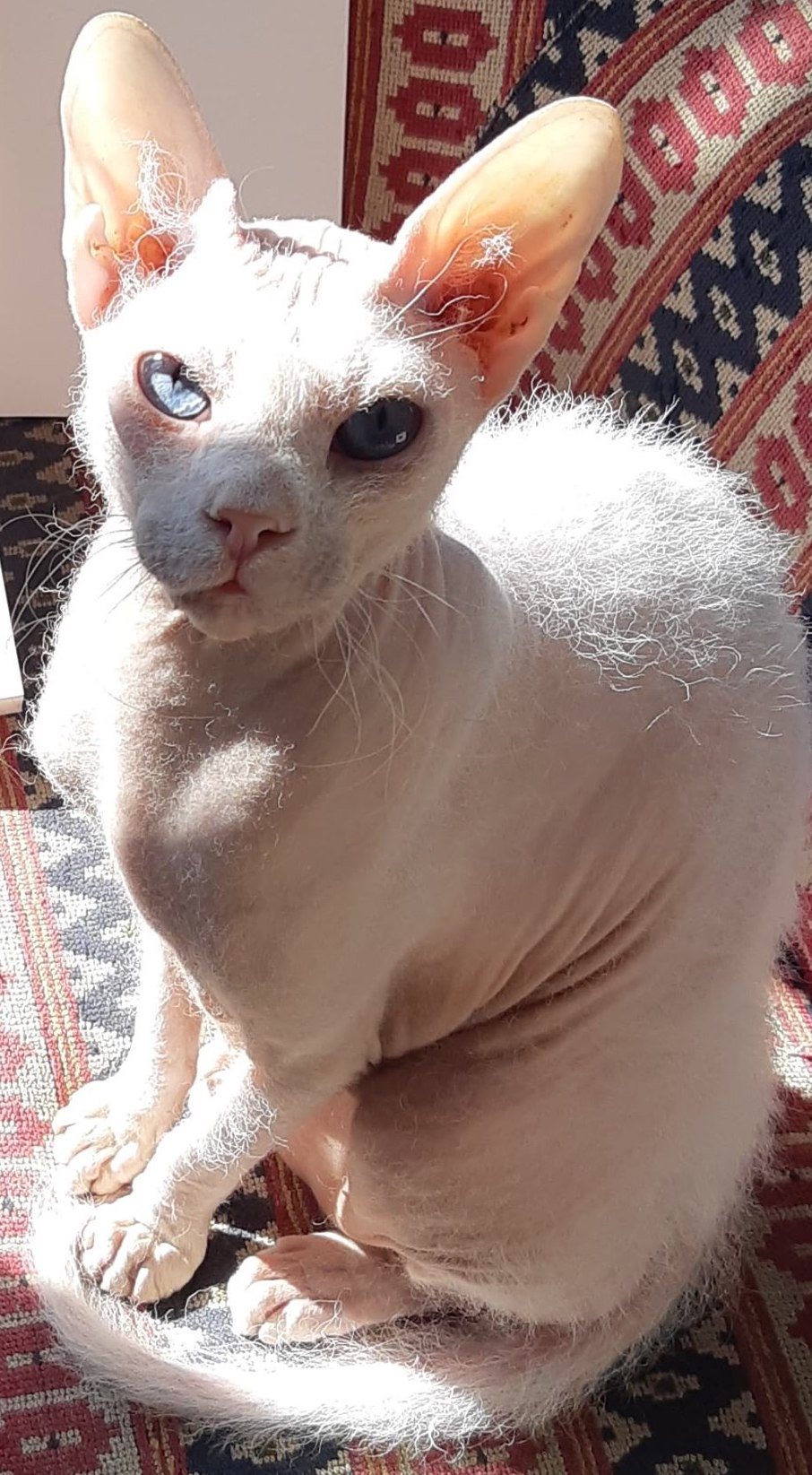
Peterbald blanc type «brush» aux yeux bleus.
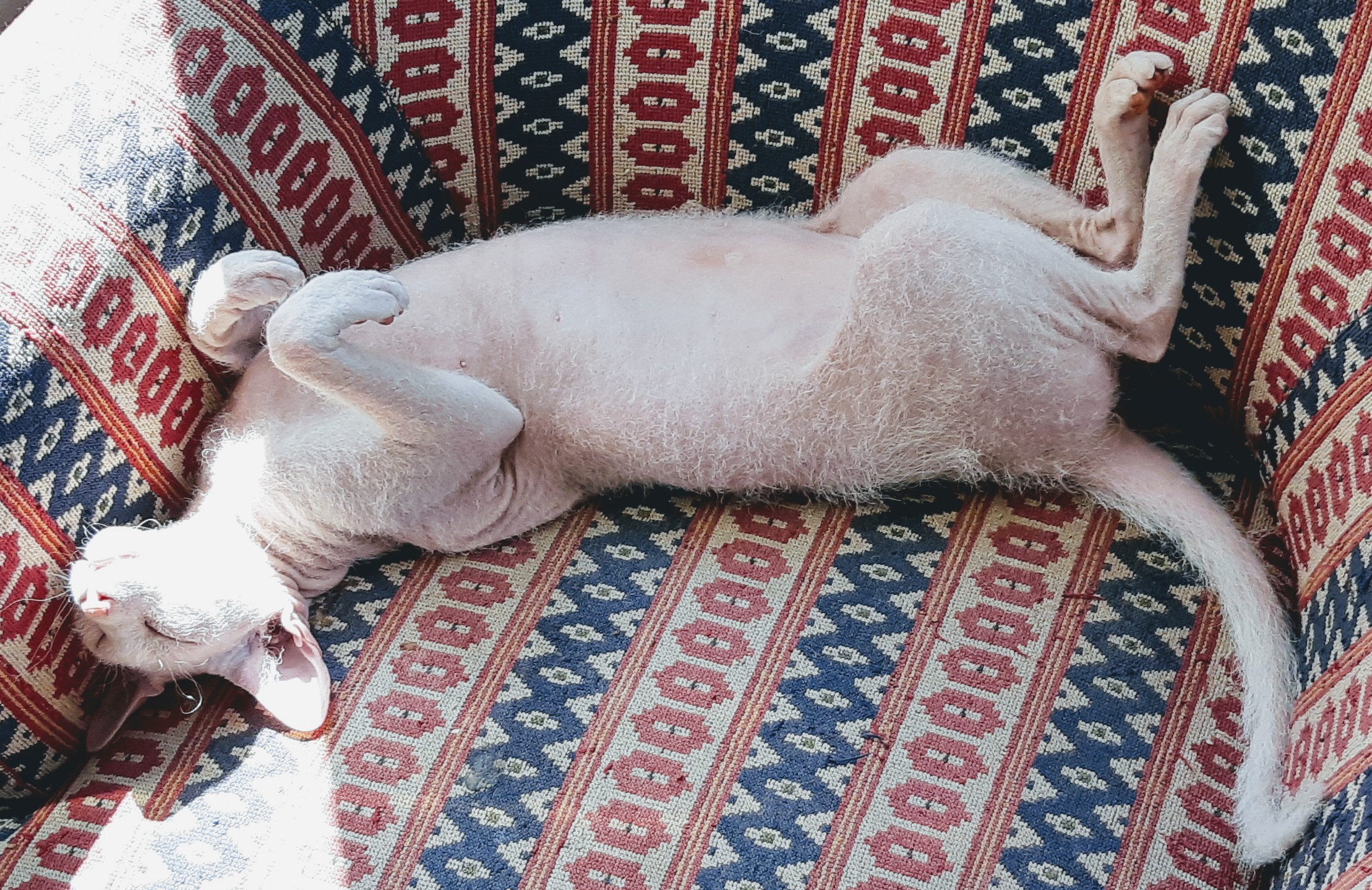
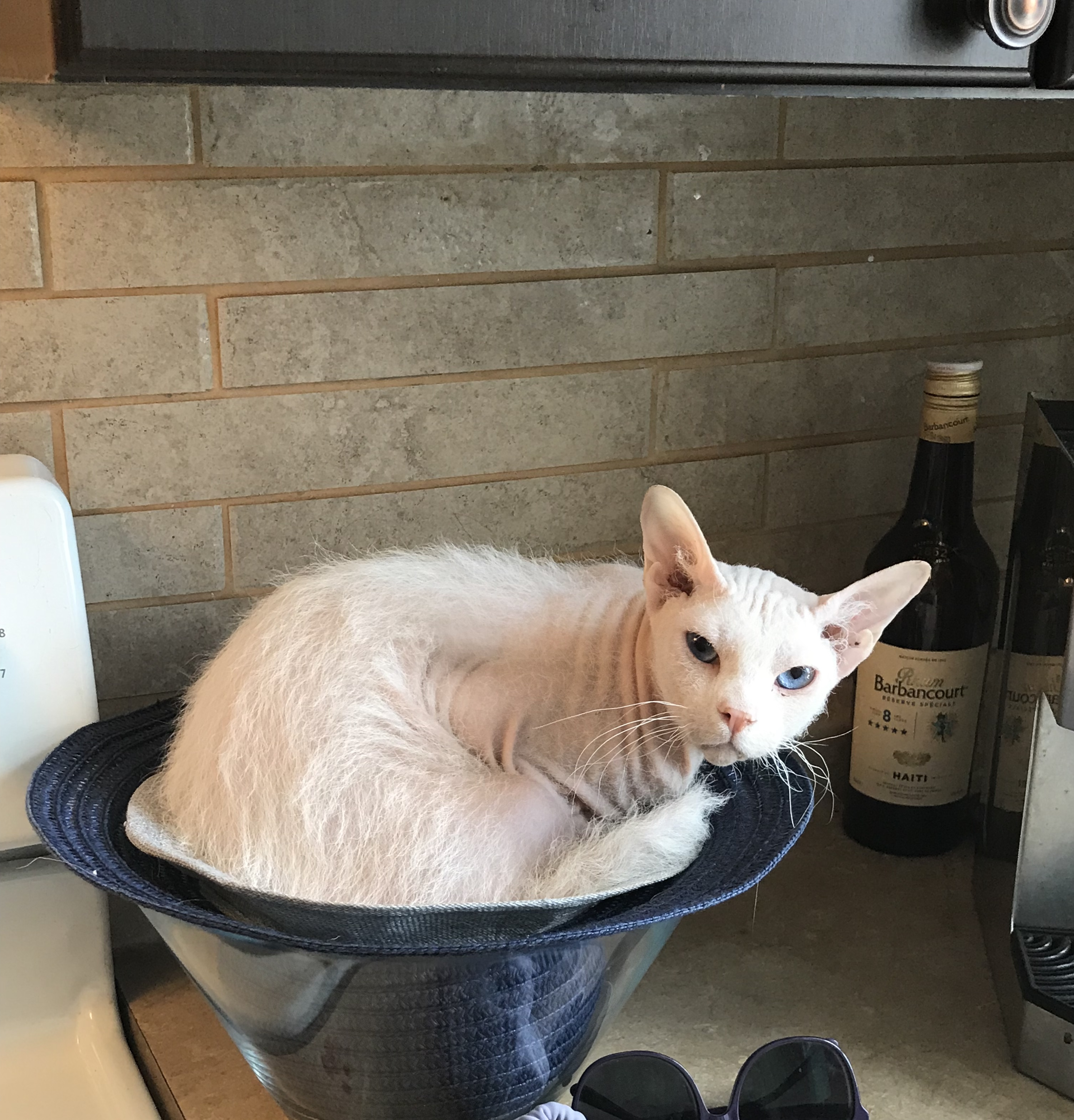

- Le « straight » existe aussi, poil normal en longueur et en texture. Ces chats ne possèdent pas le gène qui modifie le poil et seront reconnus uniquement comme peterbald de compagnie[1].

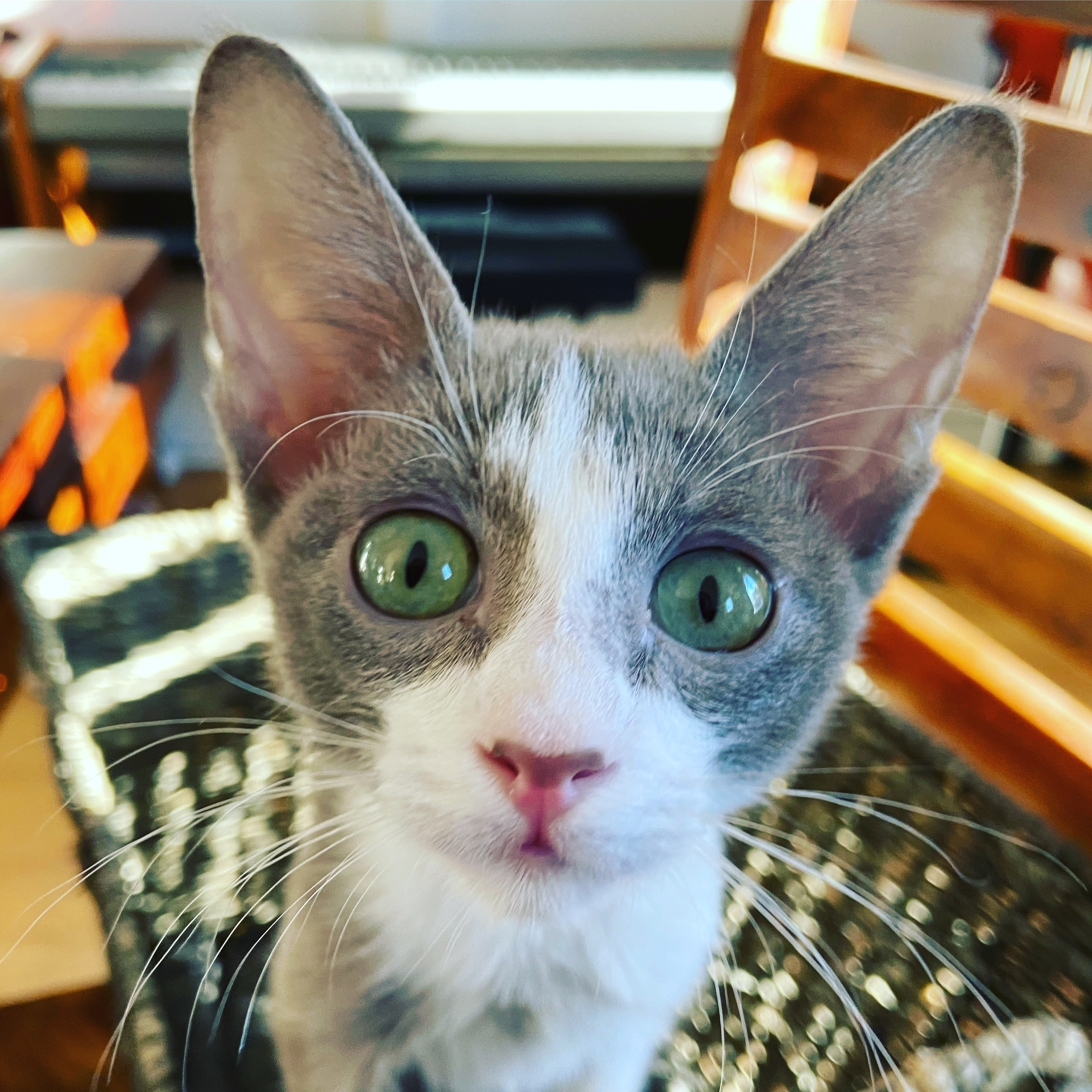
Le chaton qui nait avec du poil peut changer de type de pelage à partir de deux mois d'âge, jusqu'à environ deux ans.

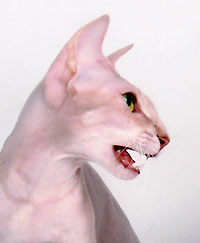
Une femelle lilas tabby.

### Mariages
Les mariages autorisés sont :
- Peterbald x Peterbald
- Peterbald x Oriental
- Peterbald x Siamois

Tous les chatons, quelle que soit leur apparence, à partir du moment où l'un des parents est peterbald, seront de race peterbald (ou typé peterbald s'il n'y a pas de pedigree).

## Caractère

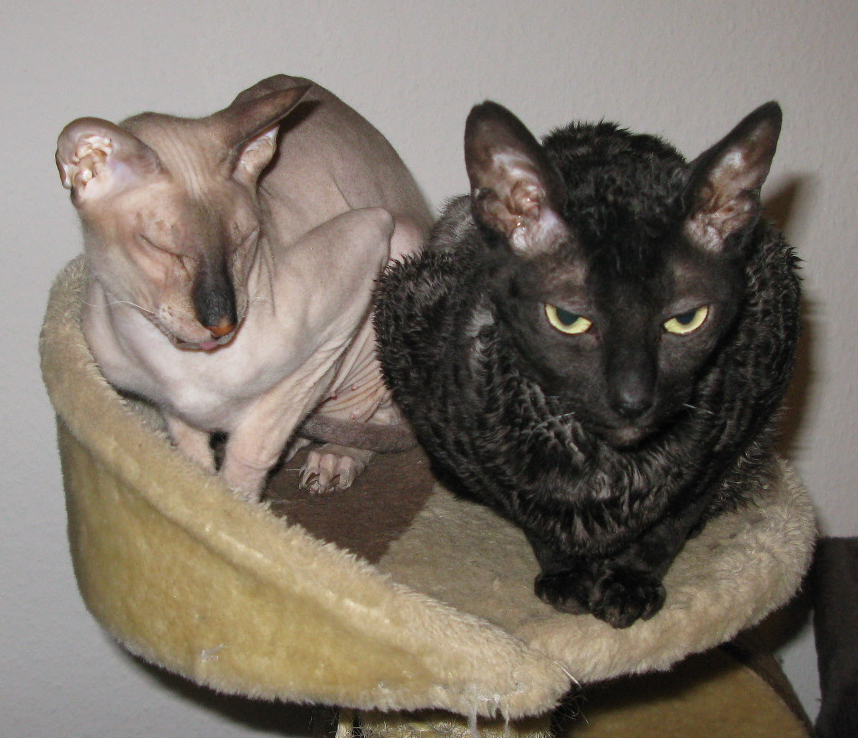
Le Peterbald est sociable avec d'autres chats.

Les peterbald sont décrits comme des chats tempérés et pacifiques mais restant énergiques et curieux. 
Comme les siamois et les orientaux ils supporteraient mal la solitude et auraient donc besoin de beaucoup d'attention. Ils apprécieraient donc également la compagnie d'autres chats et s'entenderaient généralement bien avec d'autres animaux et avec les enfants. Ces traits de caractère restent toutefois parfaitement individuels et sont avant tout fonctions de l'histoire de chaque chat, quelle que soit sa race.

### Sources
- (en) Cet article est partiellement ou en totalité issu de l’article de Wikipédia en anglais intitulé « Peterbald » (voir la liste des auteurs).